# Autoritní kontrola
Autoritní kontrola (též řízení autorit) je v knihovnictví proces pořizování autoritních záznamů (záznam je též zván autorita), ukládaných do souborů autorit.
Autorita je ověřený a unifikovaný selekční údaj (heslo), který popisuje dokumenty a slouží k jejich vyhledávání v knihovních katalozích.[zdroj⁠?!]
Pro uchování a sdílení autoritních záznamů v archivnictví, které jsou řešeny poněkud jinak, neboť jsou vytvářeny podle Základních pravidel pro zpracování archiválií, však slouží Informační systém Centrální archivní modul (zkratkou IS CAM).

## Dělení
Autority se dělí na jmenné (jména osob, rodin a rodů, názvy akcí a korporací apod.) a věcné (věcná témata, geografické termíny, formy a žánry, chronologické termíny apod.). Autority, resp. autoritní záznamy jsou soustředěny v databázích, tzv. souborech autorit, většinou jako součást knihovního katalogu. Hlavním a nejdůležitějším prvkem autoritního záznamu je záhlaví, tj. ta podoba slovního vyjádření pro daný pojem, která byla zvolena jako preferovaná. Autoritní záznamy dále mohou obsahovat odkazy na jiné formy záhlaví (např. pseudonymy osob, synonyma apod.) a poznámky (např. stručné biografické údaje o osobě apod.).